# مهمان صیادف
مهمان صیادف (به ترکی آذربایجانی: Sayadov Qəzənfər oğlu Mehman، زاده ۲۱ نوامبر ۱۹۷۰ - درگذشت ۹ مه ۱۹۹۲) قهرمان ملی جمهوری آذربایجان و از جنگجویان جنگ قره‌باغ بود.
او در سال ۱۹۷۰ در جمهوری آذربایجان به دنیا آمد و پس از فروپاشی شوروی و آغاز درگیری‌های قره‌باغ، به صفوف مدافعان کشور پیوست.
صیادف در جبهه‌های جنگ علیه نیروهای ارمنی جنگید و به دلیل جنگ‌آوری‌هایش مورد تقدیر قرار گرفت. او در جریان یکی از عملیات‌های نظامی کشته شد و پس از مرگ، به عنوان “قهرمان ملی آذربایجان” شناخته شد. دولت آذربایجان برای قدردانی از جنگ‌آوری‌های او، نام وی را در میان شهدای بزرگ این کشور ثبت کرد.

## زندگی‌نامه
مهمان صیادف در ۲۱ نوامبر ۱۹۷۲ در روستای کوتاکان از شهرستان واردنیس در ارمنستان شوروی  به دنیا آمد. وی هنگامی که ارامنه آذربایجانی‌ها را در سال ۱۹۸۸ تبعید کردند، از کلاس هفتم متوسطه این روستا فارغ‌التحصیل شد. وی پس از اخراج در آن سال، با خانواده‌اش به شهرستان ساموخ نقل مکان کرد.
در سال ۱۹۸۸ وی یکی از اعضای فعال‌ترین جنبش‌های آزادی‌بخش ملی جمهوری آذربایجان بود. هنگامی که ۱۸ ساله بود، به ارتش شوروی اعزام شد. در این زمان، حوادث ناگورنو قره‌باغ او را به شدت آشفته کرد. وی پس از گذراندن شش ماه در ارتش شوروی، به خانه بازگشت و به عنوان داوطلب به خط مقدم رفت.

## شغل نظامی
مهمان صیادف به گردان دفاع شخصی به نام قره باغ جمهوری آذربایجان پیوست و به عنوان داوطلب در ۵ نوامبر ۱۹۹۱ به خط مقدم رفت. وی در نبردهای اطراف روستاهای کوسالار و نبی‌لر از توابع استان شوشی حضور داشت. مهمان صیادف در نبرد در اطراف روستای نبی‌لر در ۹ مه ۱۹۹۲ کشته شد.

## یادبود
وی پس از مرگ با حکم ریاست جمهوری شماره ۸۳۳ مورخ ۷ ژوئن ۱۹۹۲ عنوان قهرمان ملی جمهوری آذربایجان اعطا شد. با وجود همه تلاش‌ها، جسد وی را از میدان جنگ پیدا نکردند.